# 大神拓哉
大神 拓哉（おおが たくや、1984年5月13日 - ）は、福岡県出身の日本の俳優。企画演劇集団ボクラ団義所属。

## 人物・来歴
18歳でパントマイムとストリートダンスを始め、体で何かを表現する道を志す。
19歳で上京、都内の養成所で3年間映像演劇を学び、在学中に数々の演技賞を受賞する。
養成所を卒業後、舞台を踏んでいく中でイッセー尾形と出会い、一人芝居を学ぶ。
企画演劇集団ボクラ団義にて俳優活動をしながら、ボクラ団義主宰・演出家の久保田唱とともに一人芝居『Vivid Cafe』をコンスタントに発表している。
ボクラ団義のネットテレビ『ボクラ.TV〜民放への道〜』『ボクラのなかTV〜地上波への道〜』『ボクラ〇〇TV～宇宙への道～』ではメインパーソナリティも務めている。
生家は由緒ある神社。自身も神職資格を取得しており、神主として祈願を行うことがある。
主に舞台演劇を中心に活動。コミカル・シュールなキャラクター、物語の中でも異彩を放つ役柄を演じる事が多い。近年は映画出演や自団体以外の舞台に立つことも増え、活動の場を着実に広げている。
2013年ENG第一回公演『SLeeVe』は実に数年振りの外部団体出演であった。
以降、オーディションに見事合格し出演した北九州芸術劇場プロデュース公演『彼の地』、第18回鶴屋南北戯曲賞（主催：光文文化財団）を受賞したKAKUTA『痕跡《あとあと》』、カムカムミニキーナ劇団旗揚げ二十五周年記念公演『スワン・ダイブ』など注目の舞台に次々と出演している。
2016年4月より、五社プロダクション所属。
2018年1月大神拓哉とドラマー・作編曲家、椎木崇文が中心となり立ち上げたプロジェクト"Lyrick Town"(リリックタウン)が始動。　
2021年5月13日、Twitterにて一般女性との結婚を発表。
2021年11月30日、所属事務所「五社プロダクション」の俳優部の解散に伴い2021年末にて退社となることを発表
2022年3月の企画演劇集団ボクラ団義の暫定最終公演をもって福岡に居を移し、実家の家業である神職を継ぐ事を表明。
2022年8月小倉城武将隊センター、作・演出に任命される。

## 出演

### 舞台
- 企画演劇集団ボクラ団義vol.1『re・call』阿佐ヶ谷アルシェ (2007年12月20日 - 23日)
- 企画演劇集団ボクラ団義vol.2『and After』アイピット目白 (2008年7月31日 - 8月3日)
- 企画演劇集団ボクラ団義vol.3『オトトイ』（主演）アイピット目白 (2009年1月29日 - 2月1日)
- 企画演劇集団ボクラ団義vol.4『わラワレ！』シアターグリーンBOX in BOX (2009年6月18日 - 21日)
- 企画演劇集団ボクラ団義vol.5『re-Make-リメイク-』アイピット目白 (2009年12月2日 - 8日)
- 企画演劇集団ボクラ団義vol.6『ハイライト・ミレニアム』シアターグリーンBOX in BOX (2010年5月5日 - 9日)
- 企画演劇集団ボクラ団義vol.7『嘘つきたちの唄』日暮里d-倉庫 (2010年12月1日 - 6日)
- 企画演劇集団ボクラ団義vol.8『ゴーストライターズ』シアターグリーンBOX in BOX(東京) 2011年4月13日 - 17日／in→dependent theatre 2nd(大阪) 4月30日 - 5月1日
- 企画演劇集団ボクラ団義vol.9『オーバースマイル』シアターグリーンBOX in BOX(東京)[6]2011年8月31日 - 9月4日／in→dependent theatre 2nd(大阪) 9月16日 - 18日
- 企画演劇集団ボクラ団義vol.10『鏡に映らない女 記憶に残らない男』SPACE107 (2012年2月15日 - 20日)
- 企画演劇集団ボクラ団義番外公演『ハンズアップ』シアターKASSAI (2012年5月23日 - 6月3日)
- 企画演劇集団ボクラ団義vol.11『忍ぶ阿呆に 死ぬ阿呆』SPACE107(東京)2012年11月7日 - 12日／大阪市立芸術創造館(大阪)12月7日 - 9日
- 企画演劇集団ボクラ団義－Play Again-vol.2『嘘ツキタチノ唄』シアターグリーンBOX in BOX[7](2013年1月17日 - 28日)
- 企画演劇集団ボクラ団義番外公演『遠慮がちな殺人鬼』シアターKASSAI (2013年4月3日 - 8日)
- 企画演劇集団ボクラ団義vol.12『さよならの唄』六行会ホール (2013年5月30日 - 6月2日)
- 企画演劇集団ボクラ団義－Play Again-vol.3『OVER SMILE』シアターグリーンBIG TREE THEATER (2013年9月26日 - 30日)
- 企画演劇集団ボクラ団義vol.13『虹色の涙 鋼色の月』新宿SPACE107（東京）2013年12月4日 - 8日／大阪市立芸術創造館（大阪）／横浜相鉄本多劇場（神奈川）
- 企画演劇集団ボクラ団義vol.14『耳があるなら蒼に聞け 〜龍馬と十四人の志士〜』中野ザ・ポケット (2014年6月25日 - 7月6日)
- 企画演劇集団ボクラ団義vol.15『シカク』サンモールスタジオ (2014年12月18日 - 28日)
- 企画演劇集団ボクラ団義－Play Again-vol.5『忍ブ阿呆ニ死ヌ阿呆』シアターグリーンBIG TREE THEATER（2015年3月11日 - 22日）
- 企画演劇集団ボクラ団義vol.16『時をかける206号室』（主演）シアターグリーンBIG TREE THEATER（2015年8月19日 - 30日）
- 企画演劇集団ボクラ団義番外公演『誤人』シアターKASSAI（2016年3月23日 - 4月3日）
- 企画演劇集団ボクラ団義－Play Again-vol.6『耳ガアルナラ蒼二聞ケ』あうるすぽっと（東京）2016年7月6日 - 10日／HEP HALL(大阪)7月23日 - 25日
- 企画演劇集団ボクラ団義vol.18『今だけが戻らない』CBGK シブゲキ!!（2016年11月16日 - 23日）
- 企画演劇終演ボクラ団義vol.20『ぼくらの90分間戦争』阿佐ヶ谷アルシェ(2017年12月20日 - 23日 ) /池袋シアターKASSAI (2017年12月27日 - 2018年1月15日) / 大阪 in→dependent theatre 2nd (2018年1月19日 - 21日)
- 企画演劇集団ボクラ団義vol.21『戦国アイドルタイム』浅草九劇(2018年6月27日 - 7月15日)
- 企画演劇集団ボクラ団義vol.22特別本公演『関ヶ原で一人』(主演) 池袋シアターグリーンBIG TREE THEATER (2019年7月3日 - 15日)
- 企画演劇集団ボクラ団義-Play Again-vol.9『re-call』(2020年2月20日 - 3月1日、新宿村LIVE)
- 企画演劇集団ボクラ団義 -Play Again-vol.10 『鏡ニ映ラナイ女 記憶ニ残ラナイ男』 (2021年4月7日 - 11日、あうるすぽっと）[8]
- 企画演劇集団ボクラ団義vol.23『神ミタイナ時間』[9](2021年10月27日 - 31日、CBGKシブゲキ!!) [10]　※2020年公演中止・映画化企画[11]
- 企画演劇集団ボクラ団義 暫定最終公演 ２作品同時上演 (2022年3月19日 - 27日 、CBGKシブゲキ!!) [12]
  - 『耳ガアルナラ蒼ニ聞ケ ～龍馬と十四人の志士～』- 中岡慎太郎 役
  - 『HANDS UP 2022』- 物部良隆 役

＜以上、企画演劇集団ボクラ団義＞
- 大神拓哉のVivid Cafe vol.1 青山Dining Cafe theater 2008年10月19日
- theater presents 大神拓哉の一人芝居『Vivid Cafe』青山Dining Cafe theater  2009年3月3日、5月12日、7月29日、9月29日
- 大神拓哉のVivid Cafe vol.2 青山Dining Cafe theater 2009年4月12日
- 大神拓哉のVivid Cafe vol.3 青山Dining Cafe theater 2010年1月23日 - 1月24日
- 大神拓哉の一人芝居
  - 『Vivid Cafe〜DVDが作りたくて〜』青山Dining Cafe theater 2013年3月6日
  - 『VividCafe〜it′sオーケストラ！〜』青山Dining Cafe theater 2013年11月3日 - 4日
  - 『VividCafe〜THE BEST＋ONE!!︎〜』渋谷道玄坂カフェ 2015年1月31日 - 2月1日
  - 『VividCafe〜人遊(にんゆう)play human～』新宿スターフィールド 2017年10月27日 - 29日
  - 『VividCafe〜結 〜EN Do〜』池袋KASSAI 2019年3月29日 - 31日 /北九州芸術劇場小劇場 4月6日 - 7日

＜以上、一人芝居＞
- 北九州フィルムフェスティバル　『動物の謝肉祭』　雪んこ役
- 『ある御すし屋さんの話』大トロ役
- 『地球儀』（主演）
- 『フェーム』ジョー役
- PROPAGANDA STAGE VOL.26『サマーデイズ』山口悟郎 役 東京芸術劇場小ホール1　(2007年8月8日 - 12日)
- TAO『オルゴール』日暮里d-倉庫　(2008年12月5日 - 7日)
- ENG第一回公演『SLeeVe』横浜相鉄本多劇場　(2013年4月25日 - 29日)
- ゴブレイプロジェクト『楢山☆異邦人』池袋シアターKASSAI　(2013年7月16日 - 21日)
- 北九州芸術劇場プロデュース『彼の地』北九州芸術劇場（福岡公演）2014年2月18日 - 23日／池袋あうるすぽっと（東京公演）3月7日 - 9日
- ACRAFT 舞台版『天誅』シアターサンモール　(2014年5月7日 - 11日)　 - 繁松盛近 役
- KAKUTA『痕跡《あとあと》』青山円形劇場（東京）2014年8月10日 - 17日／北九州芸術劇場（福岡）8月21日 - 22日
- ENG第二回公演『THRee’S』笹塚ファクトリー (2014年9月10日 - 15日)
- カムカムミニキーナ劇団旗揚げ二十五周年記念公演『スワン・ダイブ』本多劇場（東京）2015年5月16日 - 24日　／ABCホール（大阪）5月30日・31日／やまと郡山城ホール（奈良）6月6日
- DMF/ENG提携公演『LAST SMILE ラストスマイル』シアターグリーンBIG TREE THEATER　(2015年7月22日 - 27日)
- ENG第三回公演『関ヶ原で一人〜lonely SEKIGAHARA〜』（主演）六行会ホール（2015年9月30日 - 10月4日）
- 『新釈・ロクモンセン〜真田十勇士伝説〜』全労済スペース・ゼロ（2015年10月28日 - 11月3日)
- KAKUTA『痕跡《あとあと》』シアタートラム（2015年12月5日 - 14日）
- 北九州劇場プロデュース『彼の地』北九州芸術劇場（福岡）2016年2月2日 - 7日/あうるすぽっと（東京）2月12日 - 14日
- 『アイ★チュウ ザ・ステージ〜Rose Écarlate〜』シアター1010（東京）2019年4月21日 - 29日/サンケイホールブリーゼ（大阪）5月10日 - 12日
- WBB plus『ギャング アワー』[13] 中野ザ・ポケット (2019年7月30日 - 8月4日)
- 舞台『コジコジ』[14] ハレハレ君役　CBGKシブゲキ!!　(2019年8月21日 - 25日)
- 『アイ★チュウ ザ・ステージ〜Rose Écarlate deux〜』シアター1010　(2019年10月10日 - 15日)
- 五社プロダクション警察監修10周年記念公演『スペシャリストたちの夜』新宿スターフィールド　(2020年1月24日 - 26日)
- ナイスコンプレックスプロデュース#5『12人の怒れる男～大阪公演～』陪審員第12号役　大阪公演：ABCホール (2020年8月14日- 16日)[15]
- 宮崎理奈プロデュース 『MIX!こんなベタなことが私におこるなんて』CBGKシブゲキ!! (2020年11月18日 - 23日)
- ENG第12回公演 『ほんとうにかくの？』シアターグリーンBIG TREE THEATER (2020年12月23日 - 28日)
- 『CHICACO2』Rantan team ラゾーナ川崎プラザソル　(2020年7月13日 - 18日) [16]
- 立川志の八落語会『しのはちの巣 in 下北沢 vol.15』ゲスト出演 下北沢 小劇場楽園　(2021年9月18日 - 19日) [17]
- 山下菜美子プロデュースvol.3 二人芝居『りぼん』劇場HOPE (2021年11月23日 - 28日)[18]
- ピーズラボ『ジャングルジャングル6』 一人芝居『異界の魚』・ハイブリッド演劇『尋問』主人公「6号」役（日替わりゲスト） コフレリオ新宿シアター (2021年12月11日)[19]
- 劇団新劇団 『おやっとさぁ』「劇」小劇場(2022年2月2日 - 6日) - 竹原豊作 役 主演[20]
- ピーズラボ『ジャングルジャングル７』無観客配信(2022年5月29日)[21]
- ナイスコンプレックスN35『キスより素敵な手を繋ごう』- 今田聖弥 役＜東京公演＞シアターサンモール 2022年6月15日 - 19日 <福岡公演> 北九州芸術劇場中劇場 6月26日[22]
- 福岡発カルチャーフェス ZILEMMA THEATER FES 舞台『山笠キックボーダーズ』西鉄ホール　2022年12月9日 - 11日
- 朗読劇『イエスタデイ下関公演 in BILLIE』Jazz Club BILLIE 2023年12月8日・9日[23]
- 第4回江原千花主催公演『イエスタデイ下関公演』下関市生涯学習プラザ 宙のホール　2024年3月15日 - 16日

＜舞台、他団体＞

### 映画 ／ショートムービー
- 『NIGHT RAINBOW』
- 『涙をください』雄太 役
- 『最後の決断』（主演）
- 『24/7』
- 『流水の記憶』
- 『呼吸のはじまり悪夢の終わり』（主演）
- 『終末の風』（主演）
- 『暁の十代』
- 『レボリューションNO,3』
- 『寝ずの番』監督/マキノ雅彦
- 『デスノート 後編』監督/金子修介
- 『愁雨』監督/平野敬子
- 『Rainbow connection』（主演）監督/平野敬子
- 企画演劇集団ボクラ団義『神ミタイナ時間』 脚本・監督/久保田唱 2021年10月劇場公開[24]
- The Tokyo 48 Hour Film Project 2021『カップラーメンラブ』 脚本・監督/祝大輔 主演男優賞ノミネート[25]
- The Tokyo 48 Hour Film Project an gya 『Brotherrrrrrr!』坪内陽子監督作品 2023年

### テレビドラマ
- テレビ朝日「警視庁捜査一課９係」6話
- テレビ朝日「警部補・碓氷弘一～殺しのエチュード～」
- 日本テレビ「増山超能力師事務所」10話　鑑識役
- ＮＨＫ大河ドラマ「真田丸」33話・34話（黒田長政役）
- 戦国自衛隊 監督/猪崎宣昭
- スカイパーフェクトTV『池袋ウエストフードパーク』レギュラー
- ヘヤチョウ（2017年） - 栗原刑事
- TBSドラマ特別企画 『がん消滅の罠〜完全寛解の謎〜』
- WOWOW 連続ドラマW 『トッカイ ～不良債権特別回収部～』 第4話 神主役

### 配信ドラマ
- YouTube短編ドラマ 松本稽古の振リー素材『アラサー女子と神、居候』神様役 W主演　2022年[26]

### CM
- 【北九州FC×(株)なかやしき】連携協定記念ショートムービー『心意気の向こう側』[27]

### 声優
- モーションコミック『いきいきごんぼZ』枷井法経役

※VAP ORIGINAL CHANNELにて配信中。原作・陸井栄史／秋田書店 週刊少年チャンピオン連載 

### ライブ配信
- Rakuten LIVE公式『大神拓哉の"VIVID SMILE"』2019年9月9日から随時配信

### フォトブック
- 『ＶＩＶＩＤＡＹ〜華麗なる東京最後の一日〜』2022年 撮影/長橋有沙[28]

### その他
- Hanayama Music Fellows Presents 〜Road to 2020〜 Lakeside marche & Music festival 『音のある遊び場』[29]アンビエントスペースMC　館林つつじが岡公園(群馬)　2019年6月2日
- 松本稽古の振リー素材 『アラサー女子と神、居候』上映会 ステージカフェ下北沢亭　2022年8月19日、20日[30]
- 飛ぶ劇場 Vol.44『死者そ会ギ』北九州芸術劇場 小劇場 2022年11月5日 アフタートークゲスト[31]
- 音楽×演劇×文学『松本清張(本人ではない)講演会〜なぜわたしが芥川賞を受賞したのか〜』松本清張記念館 2023年7月29日、30日

## 作・演出

### Vivid Scramble
- 『Vivid Scramble 〜何処かの街の片隅で〜』下北沢『劇』小劇場　(2021年9月7日 - 12日) [32]
- 関口ふで単独公演 vol.8 ふでばこ 『ヒジョーに、サミシー！』下北沢OFF・OFFシアター(2022年9月16日 - 18日)

### 小倉城武将隊[33]
- 小倉城まつり『小倉城ものがたり〜細川忠興列伝〜』(2022年10月15日 - 16日)
- 小倉城桜まつり『小倉城ものがたり〜武蔵・小次郎編』(2023年4月1日 - 2日)
- 小倉城お城まつり『小倉城ものがたり〜島原の乱編〜』(2023年10月21日 - 22日)
- 小倉城桜まつり『小倉城ものがたり〜小笠原白黒騒動編〜』(2024年4月6日 - 7日)

## 音楽活動

### Lyrick Town[34]

#### CD
- 1st single『黄昏』Vocal.大神拓哉　2018年3月5日発売[35]

　　01.黄昏　　　　作詞：大神拓哉　作曲：椎木崇文　編曲：椎木崇文　
　　02.淡く、白く   作詞：大神拓哉　作曲：椎木崇文　編曲：椎木崇文　　

#### ライブ・イベント
- 『SPRING SCREAM TOUR 2018〜春天吶喊〜』[36]台湾・鵝鑾鼻公園　2018年4月7日
- OTODAMA SEA STUDIO 2018 supported by POCARI SWEAT『BLUE MOON 2018』[37]　2018年9月16日